# Dahab
Dahab (arabe égyptien : دهب  prononcé : [ˈdæhæb]) est une commune d'Égypte située sur la côte Est de la péninsule du Sinaï.
Cet ancien village de bédouins, dont l'activité principale était la pêche, a connu la construction de plusieurs hôtels et le développement du tourisme qui est aujourd'hui la principale activité du village. Il s'agit maintenant d'une destination populaire, mais moins que Charm el-Cheikh.
Longtemps, Dahab a été un lieu de rassemblement des hippies et de jeunes routards, attirés par une atmosphère de liberté cultivée par les bédouins, mais aussi par la marijuana, plus qu'un lieu de repli des routards du monde entier. Le village a donc beaucoup changé. Des hôtels cossus ont été construits, remplaçant peu à peu les paillotes. La population a changé : beaucoup plus de surfers et de plongeurs, au détriment des marginaux, des rastas et des hippies. Symbole de ces changements, la ville a été frappée en 2006 par un attentat qui a fait plusieurs morts, notamment parmi des touristes. En 2004, la population se répartissait ainsi: 1000 bédouins environ et 300 étrangers.
Dahab est constitué de plusieurs lieux: Azzalah, Masbat, Mashraba et Dahab ville.
Attraits touristiques : pratique de la planche à voile, du kitesurf, et de la plongée sous-marine. Restaurants de bord de mer à Masbet (centre-ville des touristes).
Dahab est réputée chez les plongeurs sous-marins pour son trou bleu (blue hole), un creux dans le platier de corail. Le trou bleu étant très profond, il a été le lieu de nombreux accidents de plongée, comme le rappellent les plaques commémoratives fixées dans la roche qui le surplombe.
Le site a été proposé en 1994 pour une inscription au patrimoine mondial et figure sur la « liste indicative » de l’UNESCO dans la catégorie patrimoine culturel.

## Galerie

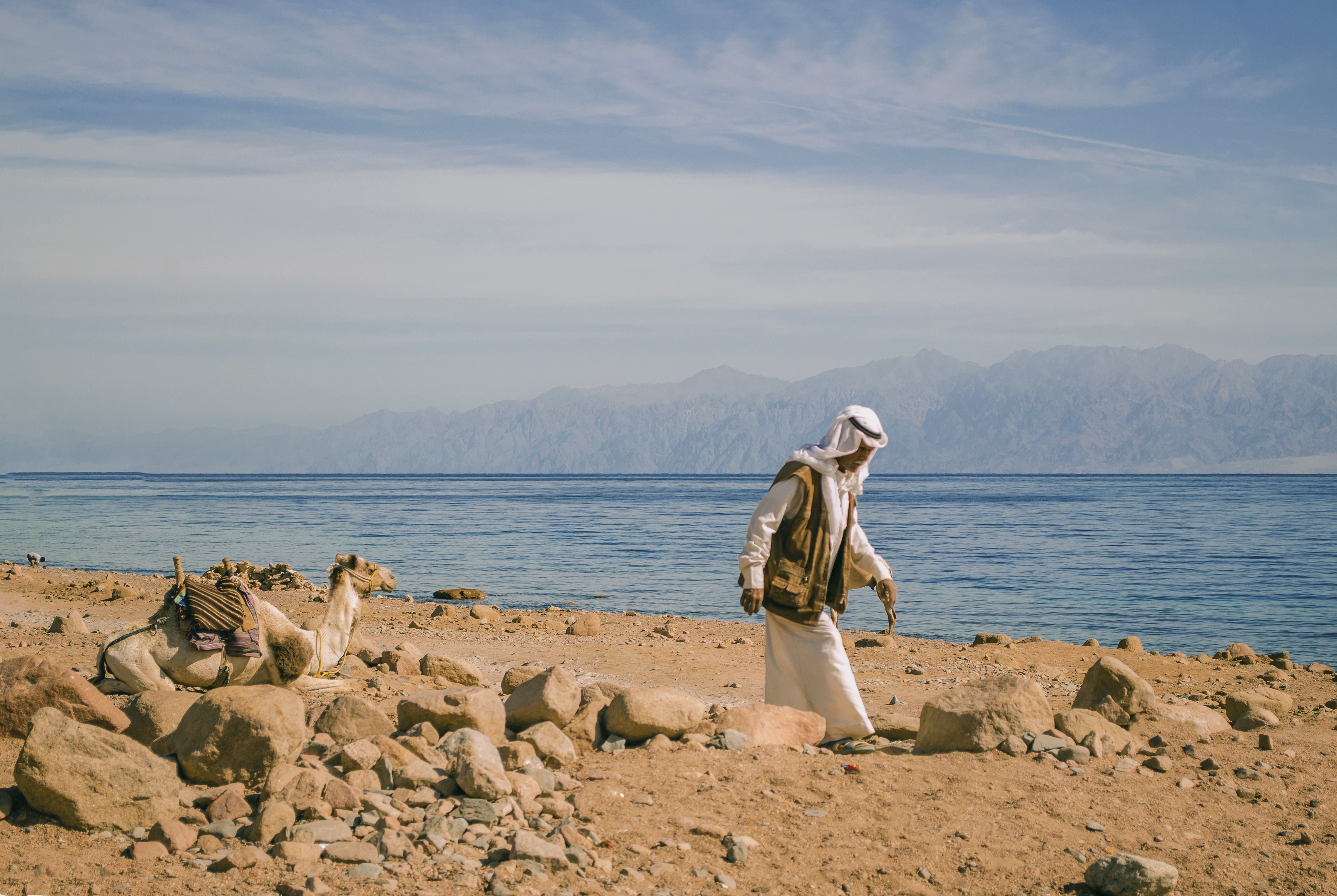
Bédouin et son dromadaire.
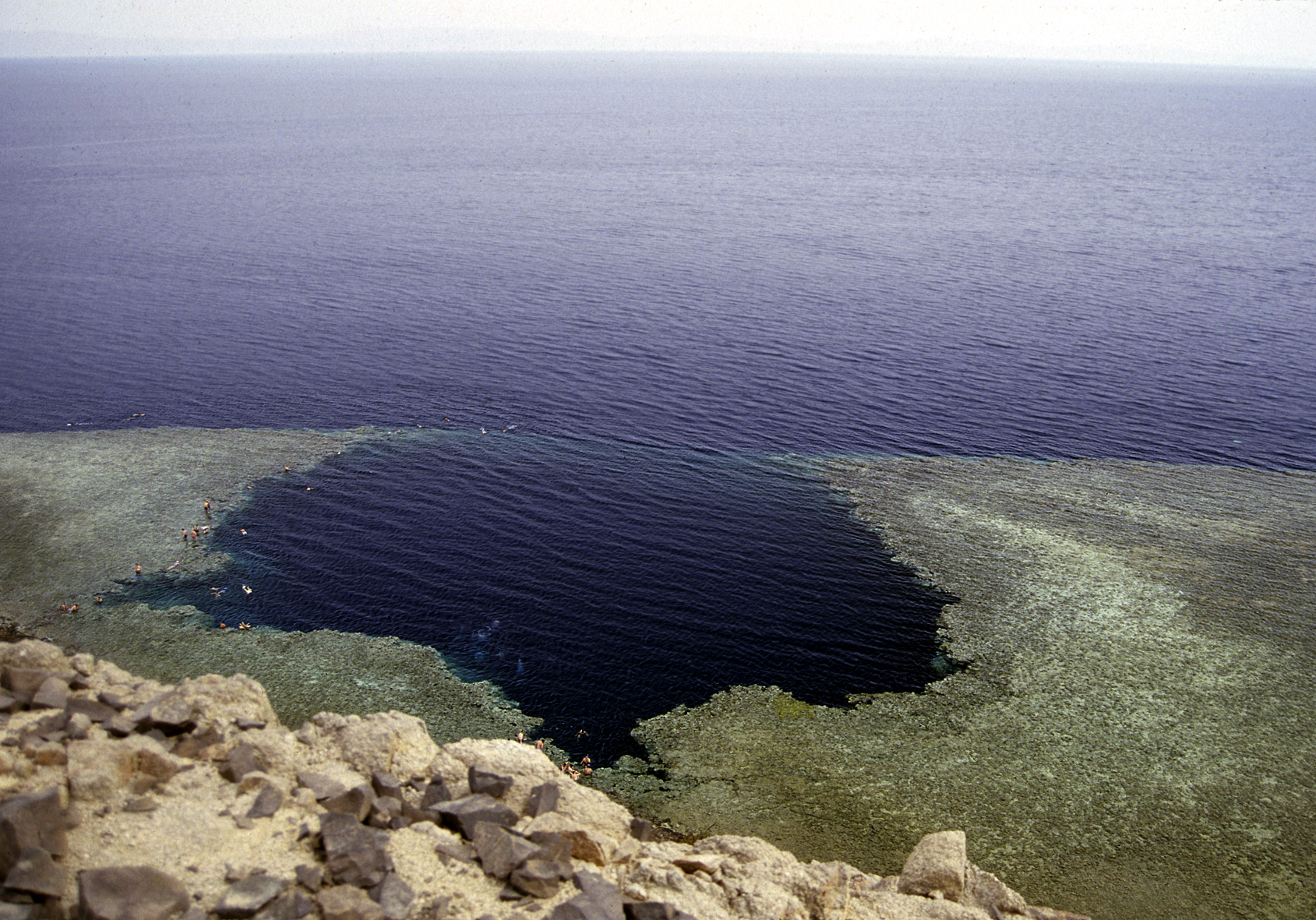
Le trou bleu de Dahab.
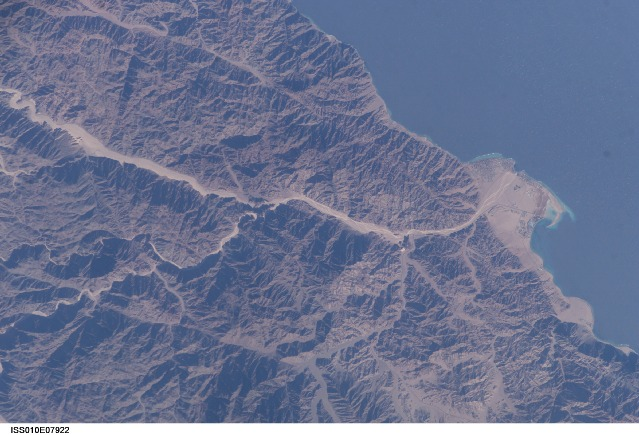
Image satellite de Dahab.
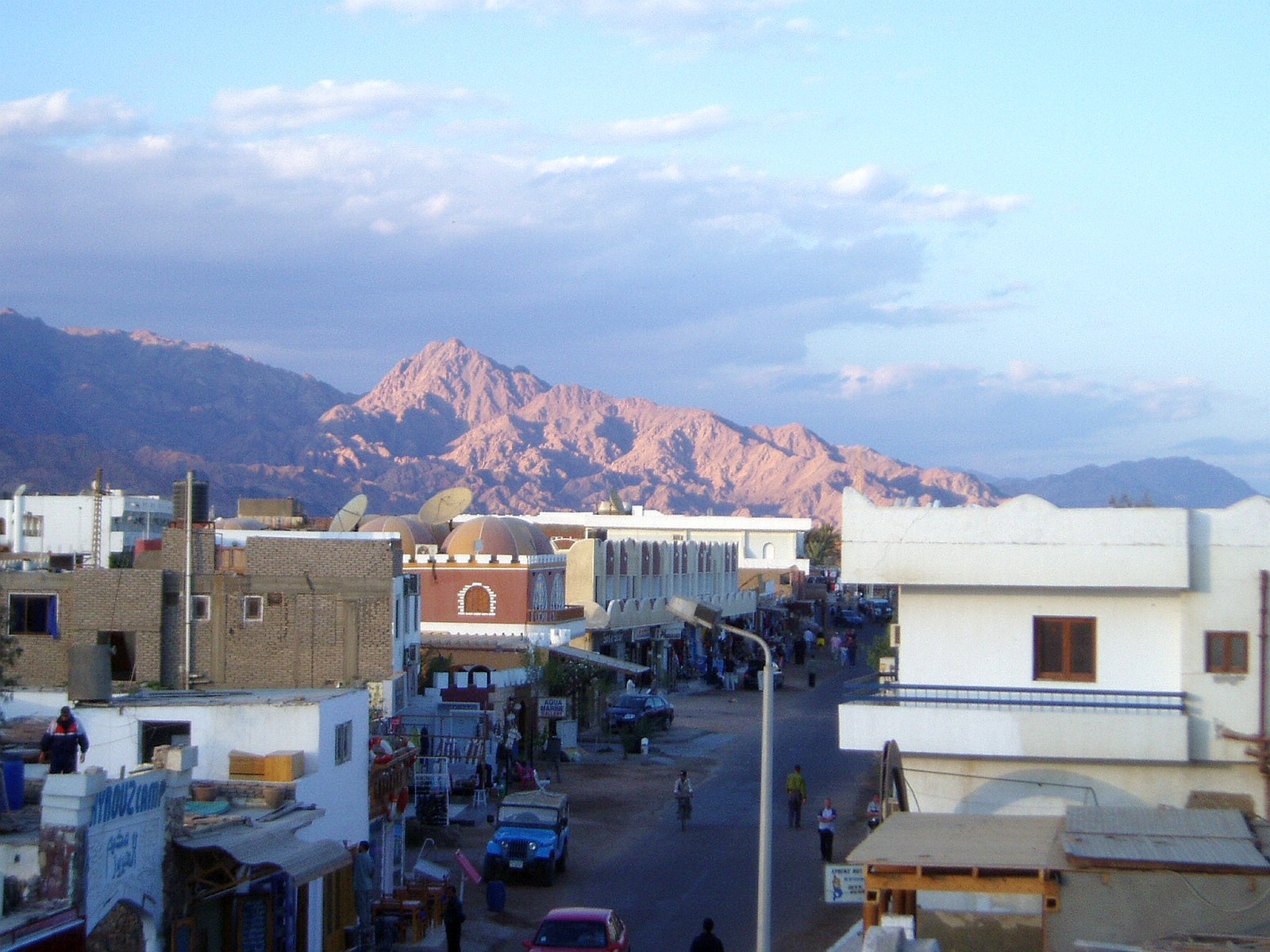
Le village de Dahab.
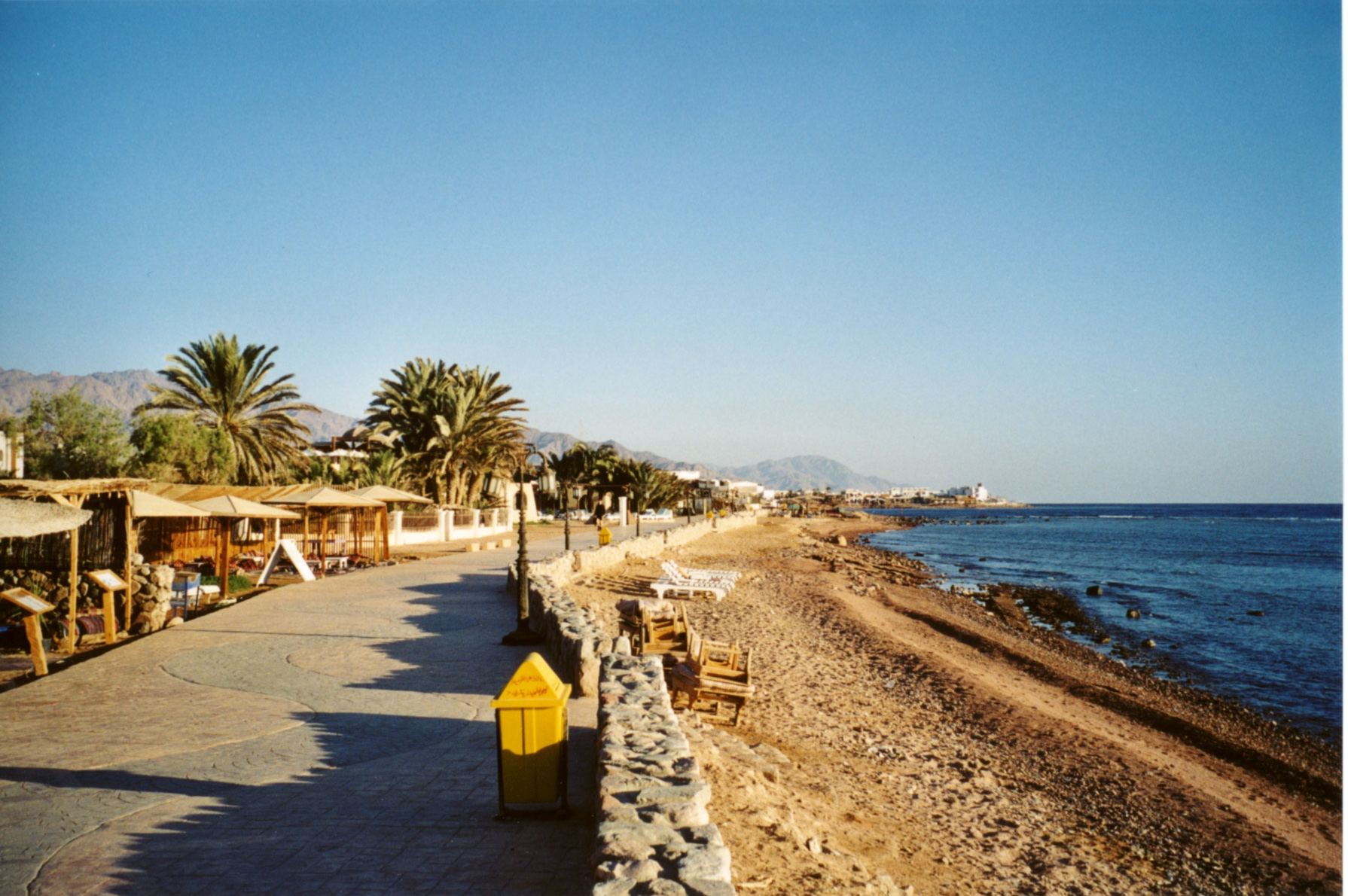
Une plage de Dahab.